# Gaetano D’Agostino
Gaetano D’Agostino (* 4. Juni 1982 in Palermo) ist ein italienischer Fußballtrainer und ehemaliger offensiver Mittelfeldspieler und steht seit 2019 bei Calcio Lecco in der Serie C unter Vertrag.

## Karriere

### Im Verein
Gaetano D’Agostino begann seine Karriere 1990 in der Jugendabteilung der US Palermo, wo er es einmal fertigbrachte in einer Saison 100 Tore zu erzielen. 1998 wechselte er 16-jährig zum AS Rom, wo er sofort zum Kader der vom Tschechen Zdeněk Zeman trainierten Profimannschaft gehörte. Am 5. November 2000 gab D’Agostino unter Trainer Fabio Capello beim 4:2-Sieg gegen Brescia Calcio sein Serie-A-Debüt. Am Ende der Spielzeit 2000/01 feierte er mit der Roma den Gewinn des italienischen Meistertitels.
Im Sommer 2001 wechselte Gaetano D’Agostino, als Teil des Transfers von Antonio Cassano nach Rom, zur AS Bari, die 50 % seiner Transferrechte erhielten. In Bari war der Italiener zwei Jahre lang Stammspieler in der Serie B. 2003 kehrte er zum AS Rom zurück, wo er in den folgenden beiden Spielzeiten nicht sehr häufig zum Einsatz kam. Im Januar 2005 ging Gaetano D’Agostino zum sizilianischen Klub FC Messina, wo er unter Bortolo Mutti Stammspieler in der Serie A war und in 42 Partien fünf Treffer erzielte.
Im Sommer 2006 wechselte D’Agostino zu Udinese Calcio, wo ihm in der Saison 2008/09 der endgültige Durchbruch gelang. Der Mittelfeldmann führte den friulischen Klub mit elf Treffern in 36 Spielen auf den siebenten Tabellenrang und erweckte das Interesse der Großklubs. Im Sommer 2010 wurde er schließlich vom AC Florenz verpflichtet, bei dem er einen auf drei Jahre befristeten Vertrag unterzeichnete.

### In der Nationalmannschaft
Nachdem er schon für die U-16- und U-18-Nationalmannschaften gespielt hatte, gehörte Gaetano D’Agostino zwischen 2002 und 2004 der von Claudio Gentile trainierten U-21-Auswahl Italiens an und gewann mit der Mannschaft den Titel bei der U-21-Europameisterschaft 2004 in Deutschland.
Am 16. November 2008 war D’Agostino erstmals für den Kader der A-Nationalmannschaft nominiert, kam beim Freundschaftsspiel gegen Griechenland aber nicht zum Einsatz. Sein Debüt in der Squadra Azzurra gab der Mittelfeldspieler am 6. Juni 2009 unter Marcello Lippi beim 3:0-Sieg gegen Nordirland in Pisa.

## Erfolge
- Italienischer Meister: 2000/01
- U-21-Europameister: 2004